# 好きです鈴木くん!!
『好きです鈴木くん!!』（すきですすずきくん!!）は、池山田剛による日本の漫画作品。『Sho-Comi』（小学館）にて、2008年18号から2012年14号まで掲載された。内、2011年14号のみ休載している。単行本は全18巻。

## 概要
サブタイトルは「あのコもあなたに恋してる」。
池山田が『Sho-Comi』でデビューしてから第5作目の連載作品。
単行本は累計発行部数550万部を突破しており、コミックスの他に小説が全3冊、公式ファンブックが全2冊とそれぞれ刊行されている。
2010年『Sho-Comi』本誌2号の付録にて、「プレミアム アニ×ComiDVD」として本作の第1話がOVA化。
同年7月には公式ファンブック内でアニメDVD（OVA）化（特装版のみ）され、同じく同月にニンテンドーDSでゲーム（初回限定版はドラマCD付き）化された。

## ストーリー
中学の入学式当日、鈴木輝は偶然屋上で見かけた同じクラスの星野爽歌の演技に魅了され、爽歌もまた輝の明るいところに惹かれ始める。
しかし輝と小さな頃から幼なじみで彼のことが好きな伊藤ちひろは、2人のことを応援したいと思う反面、心を痛めてしまう。
そしてそんなちひろの姿を見て彼女を好きになってしまった鈴木忍。
2人の「鈴木くん」と彼らに恋をする爽歌とちひろだが…?

## 登場人物

### メインキャラクター
※キャストはOVA版 / ゲーム版・ドラマCD版の順に併記。
星野 爽歌（ほしの さやか）
声：浅倉杏美 / 滝田樹里
本作の主人公の一人。極度の恥ずかしがり屋で口ベタな性格だが、天才的な演技の才能を持っている。小さい頃から両親は共働きで家にいないことが多く、寂しさを紛らわす為にテレビの中の役者の演技に興味を持つようになり、見様見真似で演じていた。創立祭当日に熱で倒れたちひろの代役で演じたアリスが大成功し、八王子先生（後述）に誘われて演劇部に入部することになる。
後に九州に転校することになり、輝と結婚の約束をして別れる。しかし、不幸にも交通事故に遭い、両親が亡くなった上に彼女自身は記憶喪失になってしまう。事故後、母方の弟夫婦である成瀬家へと引き取られる。その際も昔同様にテレビに映る演劇にだけは興味を示し、弟夫婦にオーディションを受けてみてはと薦められる。「サヤカ」という芸名で女優としてデビューし、星南高校の芸能科に転入した。巧（後述）と恋人同士となったが、常に心の中にある寂しさに疑問を感じていた。そんな時に輝と再会し、仲を深めるにつれて心からの笑顔を取り戻すようになり、反発しつつも再び惹かれていく。
中学時代に見ていたテレビドラマの再放送を偶然見たことがきっかけで全ての記憶を取り戻し、巧に別れを告げる。裏切ってしまった罪悪感から輝の元にも戻らないと決めていたが、ちひろの叱咤で自分のことしか考えていなかったことに気づき、輝に本当の気持ちを伝えて再び付き合うことになった。
高校卒業後は進学せず、女優業に専念しているが、未婚のまま23歳で男女の双子の直生（なお）と万生（まお）を授かり、その後正式に輝と結婚した。後に直生は母親と同じく俳優への道を歩み始めている。
鈴木 輝（すずき ひかる）
声：小田久史 / 宮田幸季
明るく元気な運動神経抜群のバスケ少年。他人の為に一生懸命になれる優しい性格で、昔は野球をしていたがケガをして夢を諦めたちひろの代わりにバスケを始めた（ドリブルはちひろ直伝）。爽歌に惹かれていき、紆余曲折もあったものの両思いになる。家族は3人と1匹の、近所でも評判の賑やか家族。忍とは犬猿の仲でライバル関係だが息が合う。中学卒業後は星南高校に進学した。中学時代は小柄だったが、高校時代には長身になっており、顔も凛々しく成長。それでいて天然で人懐っこい性格は変わっていないこともあり、他の女子からもモテるようになった。
転校してから音信が途絶えたままの爽歌をずっと想い続けていたが、2年後に再会した時に別人のように変わっていて自分のことも全く覚えておらず、新しい恋人がいることに愕然とする。しかし、ちひろの後押しで寂しそうにしている爽歌に何かできることがあるかもしれないと再起、最初から爽歌との恋をやり直す決意をした。
記憶を取り戻し、嘘をついて自分から離れようとしている爽歌の気持ちを知った輝はバスケの全国大会に出場できたら俺の女になる覚悟をしろと賭けを言い渡す。そして予選大会終了後、爽歌と再び恋人同士になった。
高校卒業後はバスケの名門大学に推薦で進学した。大学卒業後はバスケのプロリーグで活躍している。
伊藤 ちひろ（いとう ちひろ）
声：一色まゆ / 竹達彩奈
本作の主人公の一人で、輝の幼なじみ。さっぱりとした性格の美人で男女問わず人気がある。小学生時代はバスケをやっていたが、試合中の大ケガにより肩を故障して断念。バスケ部のマネージャーを務める。優しい性格でもある為、輝に恋心を抱いていたが彼のことを想い、胸を痛めながらも爽歌との仲を応援していた。当初から爽歌とは親しくしていたが、後に親友と呼べる仲となった。
唯一、輝への想いに気づいた忍に惹かれ始め、「開城高校に入学したら付き合う」という約束をしていたが、爽歌と連絡がつかなくなり傷心気味だった輝を近くで支えたい気持ちが強かった為、星南高校に進学した。輝に自分の想いを一生伝えないでいるつもりだったが、落ち込む輝を見て気持ちを抑えきれなくなり、告白した。結局、輝への想いは実らなかったが、ようやく彼への想いに区切りをつけることができた。
自分の勝手な言動が原因で忍を傷付け、別れてしまったことに心を痛めていた。他の女の子とキスしているところを目撃して動揺する素振りを見せるなど、徐々に負い目以外での彼に対しての感情を自覚していく。更に酷い別れ方をした後でも自分のことを気にかけてくれたり、想い続けていてくれることに心を動かされ、開城高校との予選大会では思わず忍を応援してしまったほど輝よりも彼に気持ちが動いていた。予選大会終了後に忍に告白をして恋人同士となる。
高校卒業後は忍と同じ大学に進学した。大学卒業後は母校の中学の英語教師となり、爽歌と輝よりも早く23歳で忍と結婚した。後に広（ひろむ）という男の子が生まれている。
鈴木 忍（すずき しのぶ）
声：岩崎了 / 近藤隆
俺様な性格でわがままだが、容姿端麗、成績優秀、スポーツ万能、色々な大会で優勝している天才児であり、女子から人気がある。大金持ちのお坊ちゃまで執事やメイド達と一緒に暮らしており、高橋という専属の執事がいる。幼い頃から両親は仕事で海外にいて暮らしている為、ひねくれてしまった面もある。ニンジンが嫌い。喜んでいる時は耳が動く。
ちひろに恋心を抱いているので、彼女を追いかけてバスケ部に入部した。輝に片想いしている彼女に対して気づかう優しさを見せるなど、ちひろにしか見せない面も多々ある。中学卒業後は県下トップの名門校・開城高校に進学した。
中学生の時にちひろに一度フラれたことに傷付き、2年後には女の子を取っかえ引っかえして付き合う遊び人になっていた。ちひろに対して再会してからしばらくはかなり冷たい態度を取っていたが、本当はずっとちひろを忘れられず、その後も彼女のことを何度も助けたりしている。
バスケの予選大会で輝に勝てたらもう一度告白するとちひろに宣言したが、逆にちひろから告白されてようやく両思いとなり、付き合い始める。
大学卒業後は実家の企業の跡を継いで社長となっている。

### サブキャラクター
葵 エリカ（あおい エリカ）
爽歌と同年代の超天才新人女優。性格がきつい上に、怒りっぽく少々ナルシストだが素直な一面もある。爽歌の憧れでありエリカも爽歌の演技を絶賛している。後に爽歌と芸能界で人気を二分する無二のライバルになる。彼女も輝に恋心を抱いており、輝にキスしたことがある。最終回では彼女の娘が登場している。
佐藤先輩（さとうせんぱい）
中学時代の爽歌の先輩で演劇部のトップ。女好きで彼女を何人もかけもちするプレイボーイ。男としても役者としても爽歌に惚れている。金髪。フられるも爽歌を想っている模様。
葵 ハルカ（あおい ハルカ）
2部から登場するエリカの弟。美男子である為、男子制服を着ていても女子と間違われる。性格は姉と似ており、怒りっぽく気が強い。ちひろに一目惚れをし、バスケ部に入部した。輝曰く、中学時代の忍と似ている。忍と付き合いだしたことを知ってからはちひろを諦めた様子で、その後は蝶子と良い雰囲気となっている。
城田 巧（しろた たくみ）
2部から登場する記憶喪失後の爽歌の彼氏だった人物。爽歌とはオーディションの際に知り合う。城田グループの次男でR・Iプロダクションの次期社長を約束されている。子供の頃から優秀で、何かと周囲を見下すような態度が多いが、根はフェアな男。輝と爽歌の過去の関係を知っていて、爽歌が記憶を失った経緯を輝に教え、爽歌から身を引くように迫っていたが、後に爽歌本人が記憶を取り戻し、輝への一途な想いを告白した為、最終的には彼自身が爽歌から身を引くこととなった。後にエリカと婚約する。
本田 千沙（ほんだ　ちさ）
3部から登場する輝達の後輩。芸能科在籍で歌手を目指しているが、爽歌に憧れている。
三村 礼央（みむら　れお）
3部から登場する後輩。千沙とは幼なじみで彼女に思いを寄せている。バスケ部に入部した後に千沙と付き合う。
永田 蝶子（ながた　ちょうこ）
3部から登場する後輩。元ヤンキー。バスケ部のマネージャーとなる、後に葵ハルカと付き合う事になる

### その他のキャラクター
八王子先生（はちおうじせんせい）
中学時代の輝達の担任（数学担当）で演劇部の顧問。独身。25歳。通称プリンス。元暴走族という噂がある。
コジロー
輝の愛犬。メス。大の輝好きで輝の周りに近づくすべての女子が嫌い。当初、輝にオスだと思われた為このような名前になった。爽歌と輝の初デートの時、爽歌に嫉妬をし、2人の間を広げた。
上杉 奏（うえすぎ かな）
中学時代の爽歌の後輩で演劇部の二番手。きつい性格で爽歌ばかりが主役に選ばれることに反発し、爽歌を困らせようとする。
山中涼二（やまなか　りょうじ）
ジェリーズ事務所所属のアイドルグループ「SSS（トリプルエス）」のアイドル。ドラマ『GET LOVE!!〜フィールドの王子さま〜』の主題歌を歌ったのと、相楽ユウキ役で爽歌と共演した。

## OVA
2010年『Sho-Comi』本誌2号付録DVDに第1話をアニメ化。同年『ちゃお』2月号付録DVDでも第1話を収録。2010年7月26日発売の公式ファンブックでは修学旅行編をアニメ化。

### 主題歌（OVA第2弾）
オープニングテーマ「スキデス!」
作詞：神戸コータ、作曲・編曲：オオバコウスケ
歌：吉野聡留
エンディングテーマ「Heart」
作詞・作曲・編曲：笹本安詞
歌：谷本貴義

## 小説
- 好きです鈴木くん!!―ピュア・ホワイト・ラブ―

中学3年生を送る会が近づいた中学1年生時の話。爽歌は演劇部の『白鳥の湖』、輝はバスケ部の技披露の練習で忙しい日々を送っていたが演劇部の1つ上の先輩・井上陽太の登場で2人の恋に嵐が訪れることになる。
- 好きです鈴木くん!!―ウィズ・プレシャス・ハート―

爽歌が転校した後の空白の中学3年生時代の話。輝たちと空港で別れた後、爽歌は福岡行きの飛行機の中で内村杏梨という少女と知り合う。その後、輝は連絡が取れなくなった爽歌を必死で探すが…?
- 好きです鈴木くん!!―カーテンコール―

忍とちひろの結婚が決まり、披露宴の準備を始める爽歌と輝だが…?

## ゲーム

### 好きです鈴木くん!! 4人の鈴木くん
2010年7月29日発売のニンテンドーDS用ゲーム。初回限定版にはドラマCD『夢です忍くん!!』が同梱され、予約特典はポストカードが付属された。
女性向け恋愛アドベンチャーゲームであり、プレイヤーは、爽歌、またはちひろのどちらかのヒロインを選び、物語を進めることができる。4人の鈴木くんの誰と恋に落ちるのかはプレイヤー次第となっている。

#### ストーリー
中1の夏休みに忍の別荘があるリゾート地に訪れた4人は、新たな2人の鈴木くん・みちると大翔に出会い、親しくなる。4人は滞在する7日間の間に夢を諦めた2人に再び夢を取り戻させようとする。

#### オリジナルキャラクター
鈴木 みちる（すずき みちる）
声：保志総一朗
小学6年生の少年。病弱で入退院を繰り返しており、外の世界をほとんど知らない。
鈴木 大翔（すずき ひろと）
声：中村悠一
忍の従兄弟でプロのスポーツ選手を目指していた高校生の少年。アメリカに留学していた。ちひろと同じく肩を故障して夢を諦めた。

## 書誌情報
全て小学館の『フラワーコミックス』からの刊行

### コミックス
1. 2008年12月24日発売、ISBN 978-4-09-132197-8
2. 2009年3月26日発売、ISBN 978-4-09-132308-8
3. 2009年6月26日発売、ISBN 978-4-09-132425-2
4. 2009年8月26日発売、ISBN 978-4-09-132598-3
5. 2009年10月26日発売、ISBN 978-4-09-132787-1
6. 2009年12月24日発売、ISBN 978-4-09-132800-7
7. 2010年3月26日発売、ISBN 978-4-09-133044-4
8. 2010年7月26日発売、ISBN 978-4-09-133330-8
9. 2010年10月26日発売、ISBN 978-4-09-133516-6
10. 2010年12月24日発売、ISBN 978-4-09-133543-2
11. 2011年3月25日発売、 ISBN 978-4-09-133686-6
12. 2011年7月26日発売、 ISBN 978-4-09-134041-2
13. 2011年10月26日発売、 ISBN 978-4-09-134129-7
14. 2011年12月26日発売、 ISBN 978-4-09-134155-6
15. 2012年3月26日発売、 ISBN 978-4-09-134290-4
16. 2012年6月26日発売、 ISBN 978-4-09-134528-8
17. 2012年7月26日発売、 ISBN 978-4-09-134626-1
18. 2012年9月26日発売、 ISBN 978-4-09-134638-4

### 小説
原作:池山田剛・著:時海結以
- 好きです鈴木くん!!―ピュア・ホワイト・ラブ―（2009年12月24日発売、ISBN 978-4-09-133048-2）
- 好きです鈴木くん!!―ウィズ・プレシャス・ハート―（2010年7月26日発売、ISBN 978-4-09-133405-3）
- 好きです鈴木くん!!―カーテンコール―（2012年9月26日発売、ISBN 978-4-09-134540-0）

### ファンブック
- 好きです鈴木くん!!公式ファンブック（2010年7月26日発売、ISBN 978-4-09-133314-8）
- 好きです鈴木くん!!公式ファンブック 完全版!!（2012年7月26日発売、ISBN 978-4-09-134664-3）

## タイアップ商品
2011年2月8日より全国のミニストップで『好きです鈴木くん!!』コラボパフェが売価298円で発売。正式商品名は「チョコマーブルパフェ」。
パフェを買わないと手に入らない『鈴木くん』オリジナルスリーブが3種類あり、スリーブには作者からの秘密のコメントが掲載されている。また、2011年『Sho-Comi』本誌5号には50円引きクーポン券が付属された。